# Juan Antonio Iribarren
Juan Antonio Iribarren Cabezas (Vicuña 7 mei 1885 - 1966) was een Chileens staatsman die van 17 oktober tot 4 november 1946 tijdelijk het presidentschap van Chili waarnam.

## Biografie
Hij bezocht het Liceo de La Serena en studeerde vervolgens rechten aan de Universiteit van Chili. Na werkzaam te zijn geweest als advocaat maakte hij carrière in de academische wereld. Hij was als hoogleraar verbonden aan de Faculteit voor Rechts- en Sociale Wetenschappen aan de Universiteit van Chili (rechtsgeschiedenis, 1918-1954) en was nadien decaan van de genoemde faculteit. Ook was hij als hoogleraar verbonden aan de Internationale Universiteit van Havana, Cuba (ca. 1930).
In 1939 werd hij ontvanger-generaal en in 1942 werd hij benoemd tot minister van Onderwijs in de regering van president Juan Antonio Ríos. 
Na het overlijden van Ríos in 1946 opgevolgd door diens vicepresident, Alfredo Duhalde. Deze laatste schreef nieuwe presidentsverkiezingen uit, waaraan hijzelf wilde meedoen. Duhalde trad op zijn beurt af nadat hij de presidentsverkiezingen had verloren en werd op 17 oktober 1946 opgevolgd door Iribarren. Hij bleef slechts enkele weken als president aan, tot de inauguratie van Gabriel González Videla als president op 4 november 1946. Nadien wijdde Iribarren zich wederom aan zijn academische loopbaan.

## Privé
Iribarren was getrouwd met Delia Cavada Yañez en overleed in 1966.

## Partijpolitieke achtergrond
Iribarren behoorde tot de Partido Radical (Radicale Partij) en was enige tijd haar secretaris-generaal. Hij was voorzitter van de Centro Radical Doctrinario Manuel Antonio Matta binnen de PR.